# Rupert Degas
Pour les articles homonymes, voir Degas (homonymie).
Rupert Degas est un acteur australo-britannique né le 17 août 1970 à Londres en Angleterre.

## Filmographie

### Cinéma
- 1989 : L'Ami retrouvé : Muller
- 1991 : Ferdydurke
- 1994 : Astérix et les Indiens : le sorcier, le cuisinier, Cétautomatix, la vigie des pirates, le chef des indiens, un légionnaires, les gaulois, un pirates, un galérien et un sénateurs (doublage anglais, non crédité)
- 1996 : Ekkusu : Shuogo Asagi
- 2002 : Awesome Adventures Vol. 4: Preschool Party Surprise : Brad Rad, Dickie Olivier et Scrambler
- 2004 : L'Exorciste : Au commencement : le diable
- 2005 : Coma Girl: The State of Grace : le rabbin*
- 2005 : Sam Jackson's Secret Video Diary : le narrateur
- 2006 : Shoot the Messenger : Solicitor
- 2006 : Dark Corners : la voix de Needletooth
- 2008 : Kis Vuk
- 2008 : Roadside Romeo : Chhainu
- 2009 : La Papesse Jeanne : Anastasius
- 2009 : Dead Man Running : le commentateur de football
- 2009 : Planète 51 : voix additionnelles
- 2012 : Chases and Fun Awesome Adventures Vol. Two: Races : Scrambler
- 2013 : Evil Dead : le démon
- 2015 : Billy and Me : le narrateur
- 2018 : Maya l'abeille 2 : Les Jeux du miel : Beegood
- 2018 : Buñuel après l'âge d'or : Luis Buñuel
- 2020 : 100% Loup : Hotspur et autres voix
- 2021 : Pierre Lapin 2 : Panique en ville : Samuel Whiskers, Little Pig Robinson et l'entraîneur Von Stauffenmouse

### Télévision
- 1985 : Hold the Back Page : un écolier
- 1991 : Kekkō Kamen (1 épisode)
- 1992 : Van der Valk : un étudiant (1 épisode)
- 1992 : Les Règles de l'art : le jeune homme (1 épisode)
- 1992 : EastEnders : Mike Bains (1 épisode)
- 1992 : Lycée alpin : Jeremy
- 1992 : Premiers Baisers : Oliver (1 épisode)
- 1992 : Cousin William : le barman
- 1994 : Le Crépuscule des aigles : le narrateur
- 1999 : Inspecteur Frost : le représentant de l’assurance (1 épisode)
- 2001 : Les Voyages extraordinaires de Jules Verne (2 épisodes)
- 2001-2016 : Bob le bricoleur : Scrambler, Zoomer et autres personnages (81 épisodes)
- 2002-2004 : Mr. Bean, la série animée : voix additionnelles (8 épisodes)
- 2004 : Holby City : Brett Walker (1 épisode)
- 2005 : Love Soup : Garth (1 épisode)
- 2005-2008 : Robotboy : Gus, Constantine et Kurt (24 épisodes)
- 2007 : Skatoony : Chudd Chudders (3 épisodes)
- 2007-2008 : Chop Socky Chooks : Bubba (26 épisodes)
- 2007-2011 : Hedz : plusieurs rôles (17 épisodes)
- 2008 : Pinocchio, un cœur de bois : le chat
- 2009 : Scoop : voix additionnelles (13 épisodes)
- 2011-2012 : Thomas et ses amis : Dart, Flynn, Bertie et autres personnages (9 épisodes)
- 2011-2012 : Lucky Fred : Fred (52 épisodes)
- 2011-2013 : Le Monde incroyable de Gumball : Tobias, M. Robinson, Larry et autres personnages (31 épisodes)
- 2012 : Red Dwarf : la voix du téléphone du droïde (1 épisode)
- 2012 : Groove High : Duke (26 épisodes)
- 2013 : A Place to Call Home : Dart (1 épisode)
- 2015-2017 : Doodles : plusieurs personnages (48 épisodes)
- 2018 : Sando : le kidnappeur (1 épisode)
- 2018-2019 : Kitty Is Not a Cat : Happy, Ming, M. Clean et autres personnages (80 épisodes)
- 2019 : The Book of Once Upon a Time : Sebastian, la chambre aux histoires et autres personnages (10 épisodes)
- 2019 : The Strange Chores : Dummy, Frank, le barbare et autres personnages (4 épisodes)
- 2020 : Télé Ovni : le traducteur (13 épisodes)
- 2020 : Bluey : plusieurs personnages (2 épisodes)
- 2020-2021 : Kangaroo Beach : Big Trev (22 épisodes)
- 2020-2021 : 100% Wolf: Legend of the Moonstone : Maurice, M. Gunnolf, Lord Hightail et autres personnages (22 épisodes)

### Jeu vidéo
- 1995 : Simon the Sorcerer II: The Lion, the Wizard and the Wardrobe
- 1998 : The Feeble Files
- 2000 : Martian Gothic: Unification : Karne
- 2001 : Hostile Waters : Madsen
- 2001 : Headhunter : Dr Ernst Zweiberg, Hank Redwood et autres personnages
- 2004 : Headhunter: Redemption : Hank Redwood, Président Goodman et autres personnages
- 2004 : Dragon Quest : L'Odyssée du roi maudit : voix additionnelles
- 2005 : Drag-On Dragoon 2 : voix additionnelles
- 2005 : Genji : Kagekiyo et autres personnages
- 2005 : Spartan: Total Warrior : voix additionnelles
- 2005 : Kameo: Elements of Power : voix additionnelles
- 2006 : Star Wars: Empire at War : Capitaine Piett et le deuxième Officier Impérial
- 2006 : Rogue Trooper
- 2007 : Heavenly Sword : voix additionnelles
- 2008 : Haze : voix additionnelles
- 2008 : So Blonde : Diablo
- 2009 : Venetica
- 2010 : Hot Shots Tennis: Get a Trip : Colin, Fong et Rolf
- 2010 : Blood Stone 007 : voix additionnelles
- 2010 : Harry Potter et les Reliques de la Mort, partie 1 : Voldemort, Rubeus Hagrid et le présentateur
- 2011 : Harry Potter et les Reliques de la Mort, partie 2 : Voldemort, Severus Rogue et Rubeus Hagrid
- 2011 : Driver: San Francisco : voix additionnelles
- 2011 : Anno 2070 : Leon Moreau
- 2011 : Star Wars: The Old Republic : Bax Kholer, Halpern, Capitaine Evlen et autres personnages
- 2012 : Deponia : Lonzo et le présentateur radio
- 2012 : Risen 2: Dark Waters : Jim
- 2012 : Harry Potter for Kinect : Professeur Rogue
- 2012 : Wonderbook: Book of Spells : le professeur
- 2014 : Risen 3: Titan Lords : Jim
- 2014 : Borderlands: The Pre-Sequel : Gladstone, Harry, Myron et autres personnages
- 2015 : The Book of Unwritten Tales 2 : Benny le djinn
- 2016 : Deponia Doomsday : Lonzo
- 2017 : Les Piliers de la Terre
- 2020 : Sackboy: A Big Adventure : Gerald Struddleguff et autres personnages